# Spiral Tunnels
De Spiral Tunnels zijn twee keertunnels in de spoorweg van de Canadian Pacific Railway in de provincie Brits-Columbia in Canada. De Canadian Pacific Railway verbindt New York en Vancouver met elkaar. De tunnels liggen ten westen van Kicking Horse Pass, een waterscheiding in de Rocky Mountains. De locomotief rijdt in deze tunnels beide keren onder zijn achterste wagons door of eroverheen om het hoogteverschil te kunnen overbruggen. De tunnels werden in 1909 in gebruik genomen en golden toen als een technische topprestatie.

## Websites
- Canadian Pacific Railway's Spiral Tunnels .. . model en diagram
- foto's. website van Scenic-Railroads